# Koji Aihara
Koji Aihara (相原 コージ Aihara Kōji; 3 de maig de 1967, Noboribetsu, Hokkaido) és un mangaka que dibuixa obres d'humor i experimentals. El tipus d'obra experimental més destacable és el diccionari en tires còmiques, paròdia del diccionari Kojienn. Els seus mangues tracten temes originals i fan referència clara i astuta a la societat contemporània. El seu manga Z ~Zed~ fou adaptat a una pel·lícula live-action anomenada Ｚ～ゼット～ 果てなき希望 del 2014 dirigida per Norio Tsuruta, on Aihara va aparèixer interpretant un zombi. Col·laborà en la creació del programa per a generar còmics d'estil japonès ComiPo!.

## Obres destacables
- 1983: Hachigatsu no Nureta Pantsu (publicat a la revista Weekly Manga Action Magazine)
- Bunka Jinrui Gag
- Koujien

Paròdia d'uns diccionaris japonesos.
- 1989[7] i 1990-1992:[8] Sarudemo Kakeru Manga Kyoushitsu[2] (3 volums),[8] amb col·laboració de Kentaro Takekuma[2]

És un còmic on es burla del propi manga.
- Mujina
- Manka[2]
- 2011: Z ~Zed~ (publicat a la revista Bessatsu Manga Goraku)

Un manga on la història se situa al Japó contemporani baix els efectes d'un apocalipsi zombi.
- 2012: SHIMONETA de Kangaeru Kakumon (publicat a la revista Manga Action)

És una paròdia dels temes d'estudi acadèmics.